# Repatriáció
Repatriációról akkor beszélnek, amikor mesterséges körülmények között nevelt vagy tartott egyedeket a természetes körülményekhez való alkalmazkodást elősegítő folyamat keretében fokozatosan szoktatnak a szabad területen való élethez. Ilyen pl. amikor mentett tojásokból kikelt és felnevelt túzokcsibéket egy erre megfelelően kialakított, bekerített és biztonságos kertben "tanítanak meg"  a szabad életre. A repatriációhoz nagyon hasonló a transzlokáció, de az mindig vad származású egyedekkel történik. Újratelepítés vagy visszatelepítés (reintrodukció) repatriációval és/vagy transzlokációval is történhet, de utóbbi általában sikeresebb, mert az egyedek már alkalmazkodtak a természetes körülményekhez.